# Plourin-lès-Morlaix
Plourin-lès-Morlaix (bret. Plourin-Montroulez) – miejscowość i gmina we Francji, w regionie Bretania, w departamencie Finistère.
Według danych na rok 1990 gminę zamieszkiwało 4176 osób, a gęstość zaludnienia wynosiła 102 osoby/km² (wśród 1269 gmin Bretanii Plourin-lès-Morlaix plasuje się na 111. miejscu pod względem liczby ludności, natomiast pod względem powierzchni na miejscu 137.).